# Лебедєва Віра Сергіївна
Віра Сергіївна Лебедєва (23 вересня 1937, місто Новгород, тепер Великий Новгород, Російська Федерація) — радянська державна діячка, новатор виробництва, старший оператор Омського нафтопереробного комбінату. Член Центральної Ревізійної комісії КПРС у 1976—1981 роках. Кандидат у члени ЦК КПРС у 1981—1986 роках.

## Життєпис
У 1956—1961 роках — оператор, з травня 1961 по січень 1979 року — старший оператор Омського нафтопереробного комбінату.
У 1966 році закінчила вечірнє відділення Московського інституту нафтохімічної і газової промисловості імені академіка Губкіна.
Член КПРС з 1969 року.
З січня 1979 року — старший оператор Омського виробничого об'єднання «Омськнафтооргсинтез» Міністерства нафтопереробної і нафтохімічної промисловості СРСР.
Потім — на пенсії.

## Нагороди і звання
- орден Жовтневої Революції
- орден «Знак Пошани»
- медалі